# Ménage à trois
Ménage à trois (z francouzštiny domácnost ve třech, soužití tří) je partnerské uspořádání, kdy tři osoby mají mezi sebou romantický (citový) nebo sexuální vztah. Jedná se o formu polyamorie, takové vztahy se někdy nazývají (v angličtině) throuple nebo thruple, též triáda.

## Historické příklady

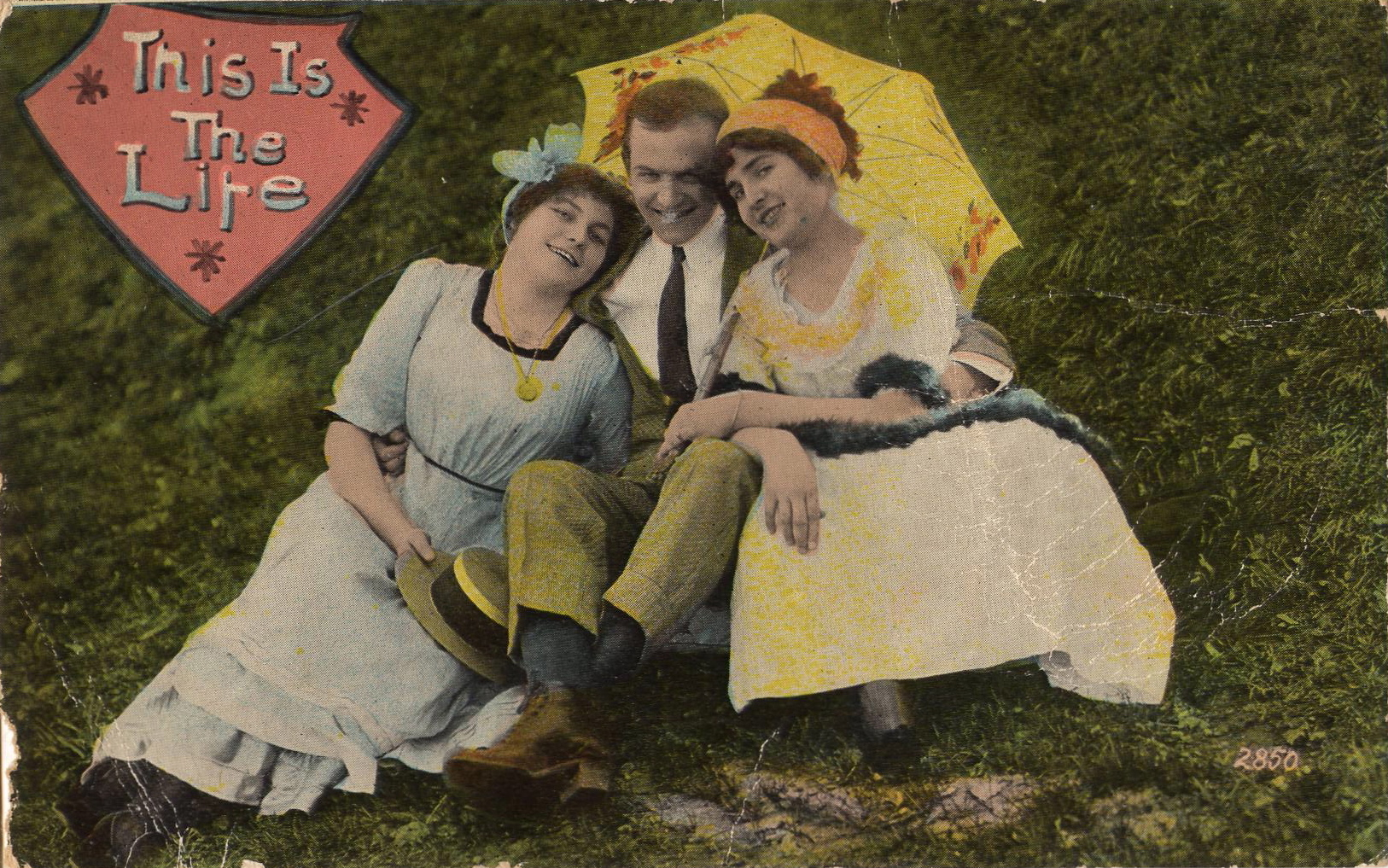
Pohlednice, rok 1910

Existuje spekulace, že v letech 1547–1548, královna Kateřina Parrová, vdova po Jindřichovi VIII. Tudorovi, a její čtvrtý manžel Thomas Seymour byli zapojeni do ménage s budoucí královnou Alžbětou I. Tvrzení je pravděpodobně přehnané, ačkoli epizody sexuálně nabitého dovádění těchto tří byly dobře doloženy. 
Jako třináctiletý junior byl francouzský filozof Jean-Jacques Rousseau chráněncem francouzské šlechtičny Françoise-Louise de Warens (1699–1762), která se stala jeho první milenkou. U této šlechtičny žil do své plnoletosti, kdy v roce 1732 po dosažení věku 20 let, ona zapojila do jejich sexuálního vztahu stewarda jejího domu.
Německá intelektuálka Dorothea von Rodde-Schlözerová (1770–1825), její manžel Mattheus Rodde (1754–1825) a francouzský filozof Charles de Villers (1765–1815), měli od roku 1794 až do smrti svého manžela poměr ve stylu ménage à trois.
Sir William Hamilton, jeho manželka lady Emma Hamilton a její milenec, námořní hrdina admirál Horatio Lord Nelson, byli v ménage à trois od roku 1799 až do smrti Nelsona v roce 1805.
Ve svých 16 letech, v roce 1813, budoucí autorka díla Frankenstein, Mary Wollstonecraft Shelley, její budoucí manžel Percy Bysshe Shelley udržovali ménage s Claire Clairmont (1798–1879), pozdější milenkou a manželkou Lorda Byrona, který s manželi Shelleyovými udržoval také milostný vztah.
Politický filozof Friedrich Engels žil v ménage à trois se svou milenkou Mary Burnsovou a její sestrou Lizzie.
V roce 1882 ruská psychoanalytička a autorka Lou Andreas-Salomé pozvala německé filosofy Friedricha Nietzscheho a Paula Réeho (1849–1901), aby s ní oba žili, a oba byli do ní zamilovaní. Udržovala svůj vztah s oběma muži v celibátu. Později si vzala třetího muže, Friedrich Carl Andreas (1846–1903), se kterým žila také v celibátu.
Spisovatelka Edith Nesbitová (1858–1924) žila se svým manželem Hubertem Blandem a jeho bývalou ženou Alice Hoatsonovou, která vychovávala jejich děti, jako své vlastní.
V roce 1913 začal psychoanalytik Carl Jung vztah s mladou pacientkou Toni Wolffovou (1888–1953), který trval několik desetiletí. Spisovatelka Deirdre Bair (* 21. červen 1935), ve své biografii o Carlu Jungovi, popisuje jeho manželku Emmu, jak nesla vznešeně, když její manžel trval trval na tom, že se Toni Wolffová stane částí jejich domácnosti. Říkal, že: "byla to jeho jiná manželka”.
Ruský a sovětský básník Vladimir Vladimirovič Majakovskij žil s Liljou Brikovou (1891–1973), která byla považována za jeho múzu, a s jejím manželem Osipem Brikem (1888–1945), který byl avantgardní spisovatel a kritik.  
Spisovatel Aldous Huxley a jeho první manželka Maria se zapojili do ménage s Mary Hutchinsonovou, přítelkyní Clive Bella.
Od roku 1939, Erwin Schrödinger, jeho manželka Annemarie Bertel a jeho milenka Hilde Marchová měli ménage à trois. 
V roce 1963 žila herečka Hattie Jacquesová (1922–1980) se svým manželem Johnem Le Mesurierem (1912–1983) a svým milencem Johnem Schofieldem.

### Galerie

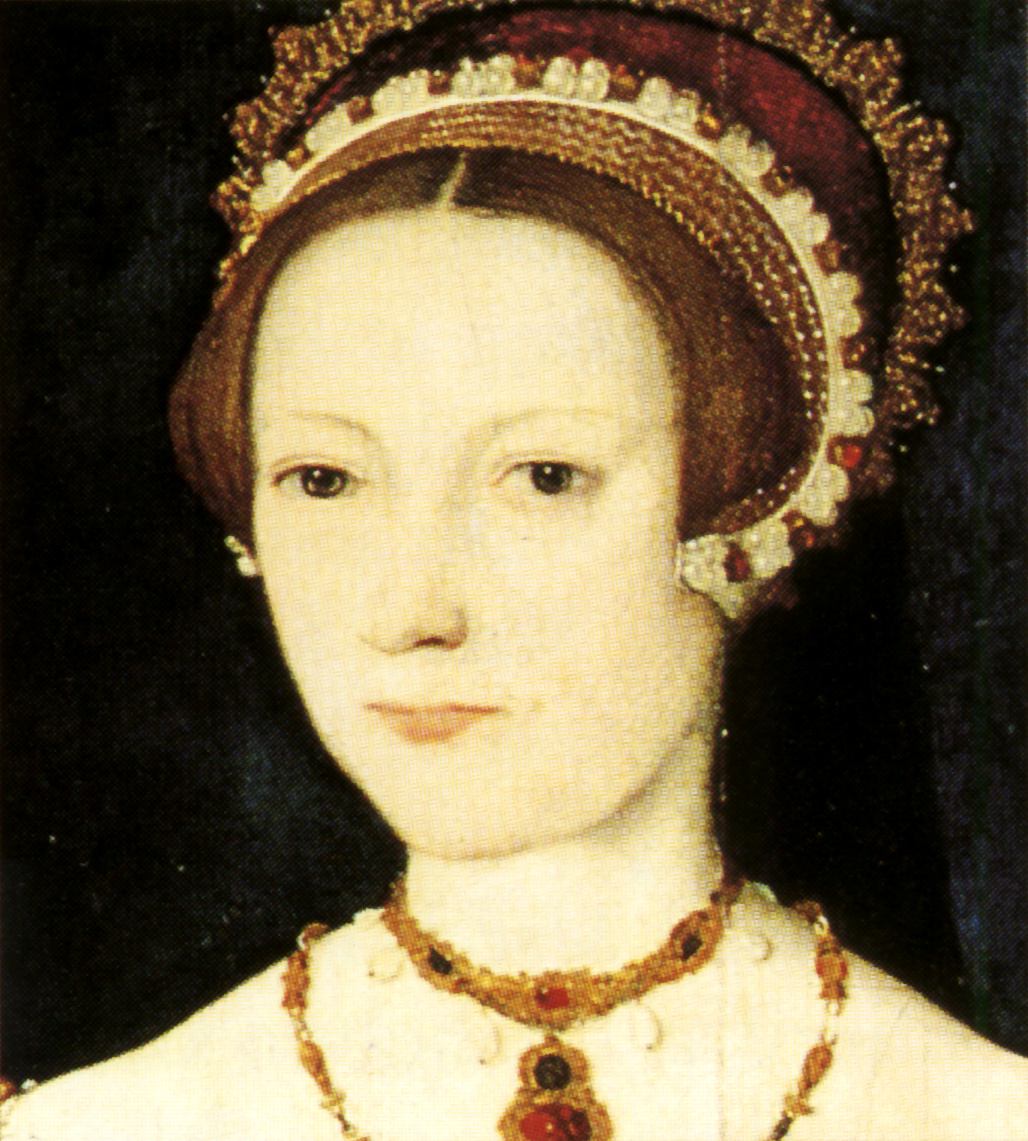
Kateřina Parrová (1512–1548)
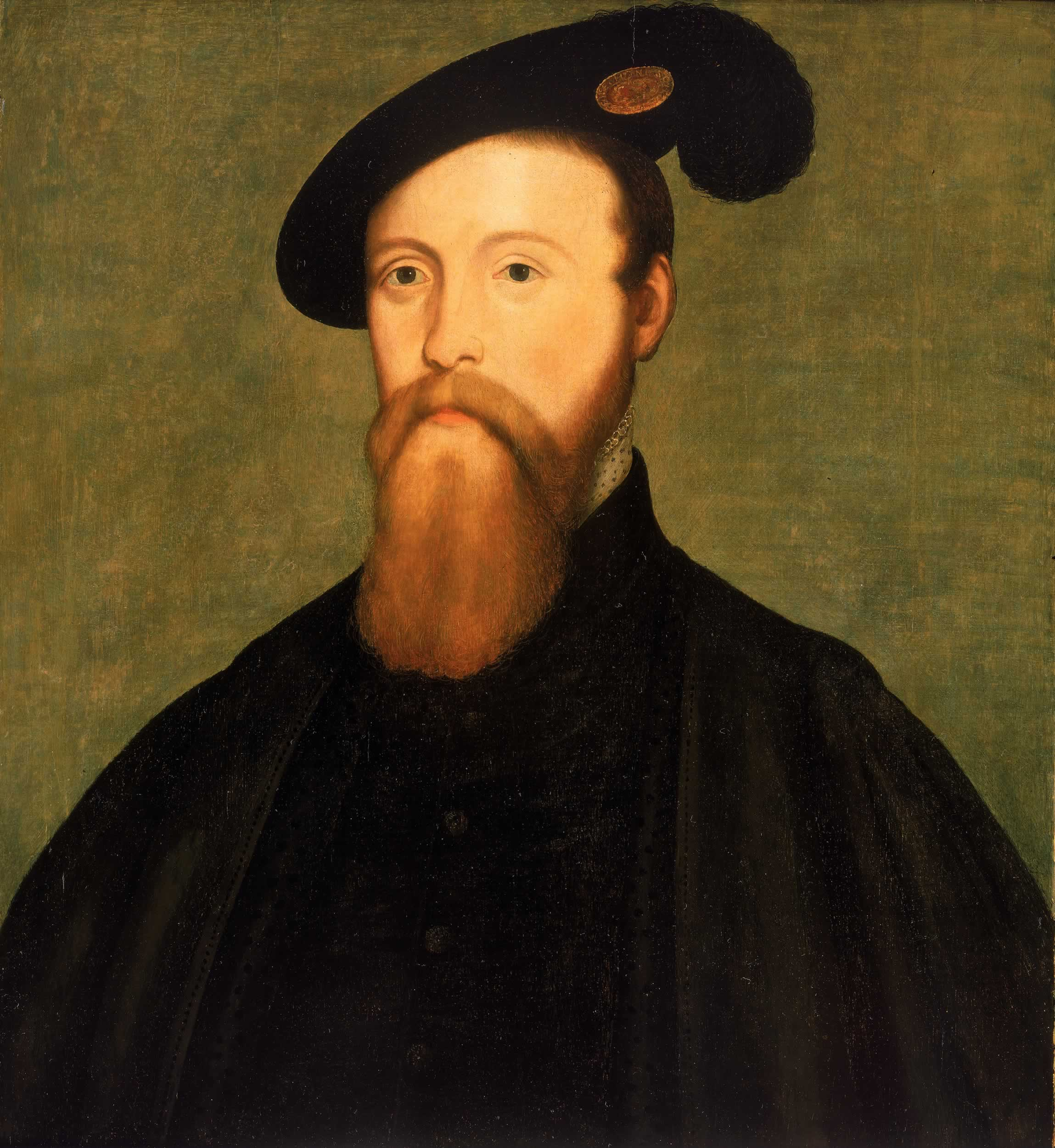
Thomas Seymour (1508–1549)
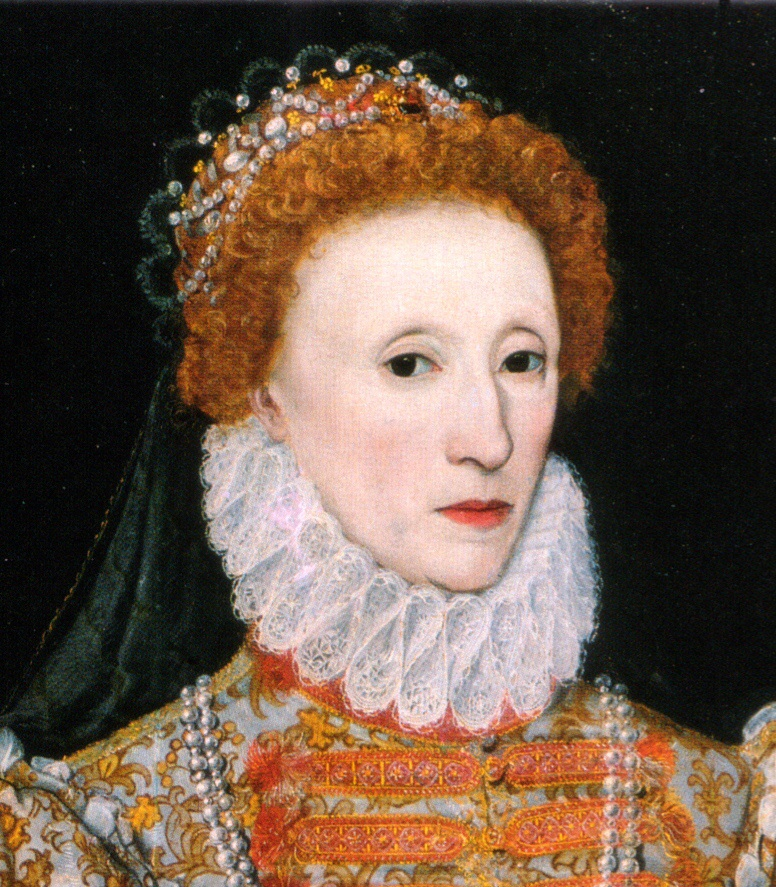
Alžběta I. (1533–1603)
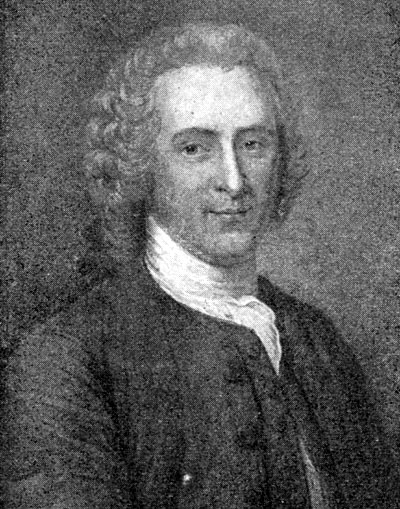
Jean-Jacques Rousseau (1712–1778)
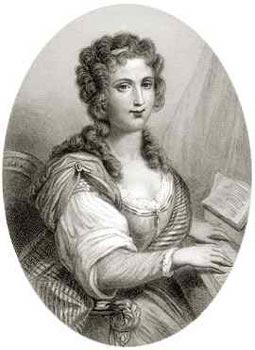
Madame Françoise-Louise de Warens (1699–1762)
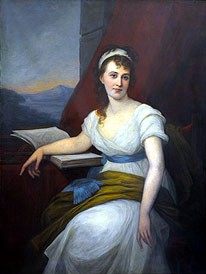
Dorothea von Rodde-Schlözer (1770–1825)
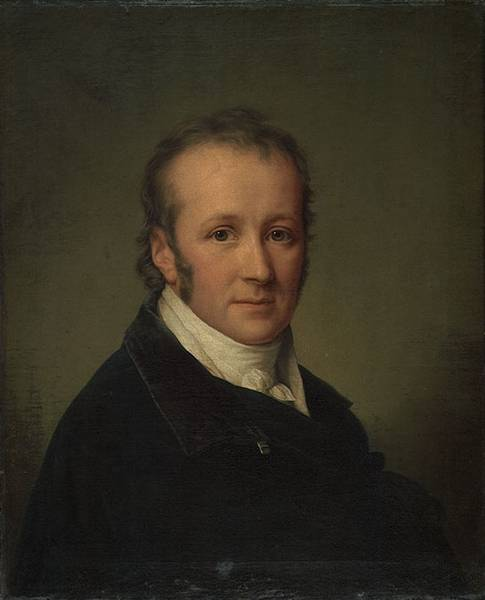
Charles François Dominique de Villers (1765–1815)
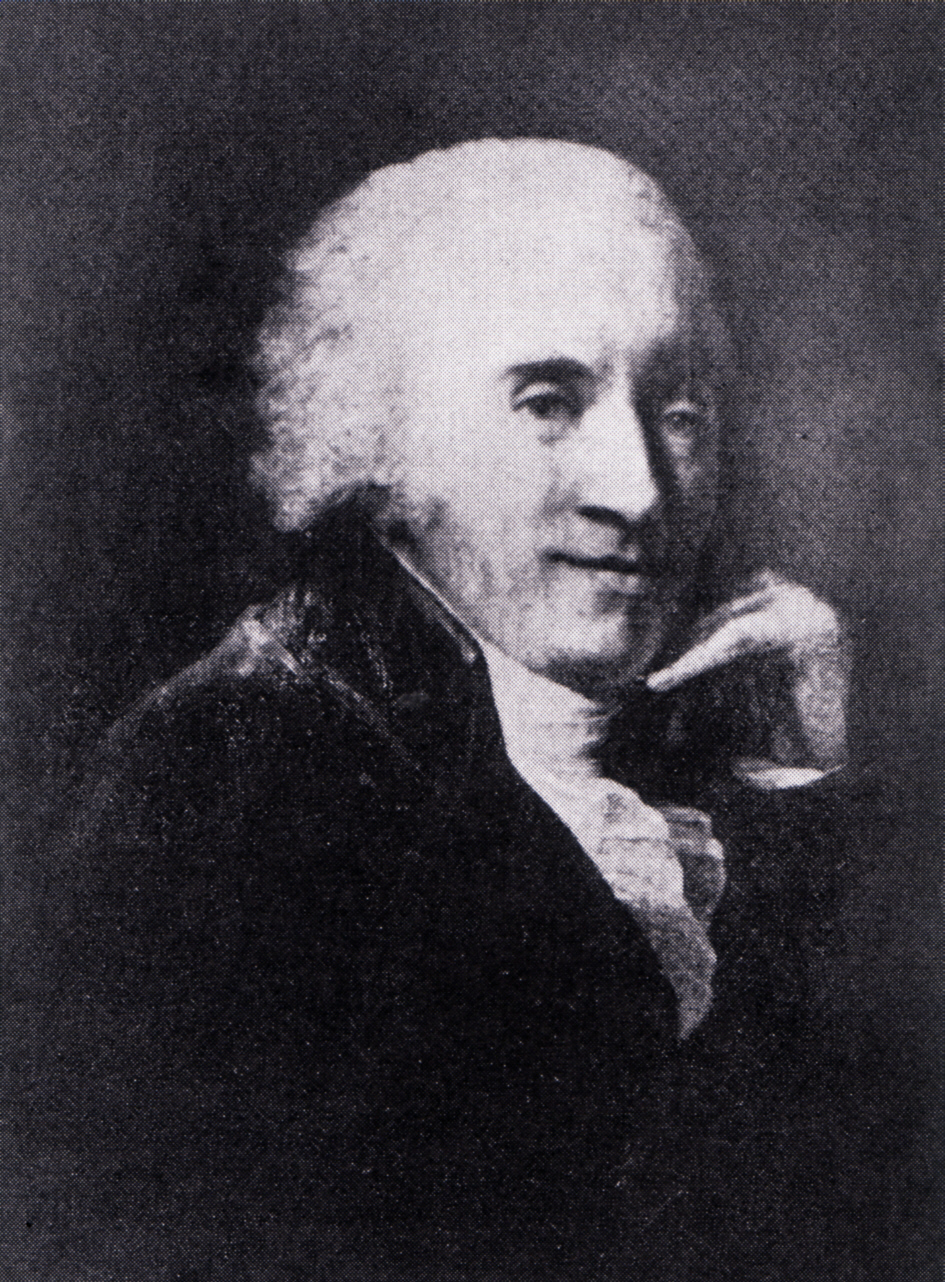
Mattheus Rodde (1754–1825)
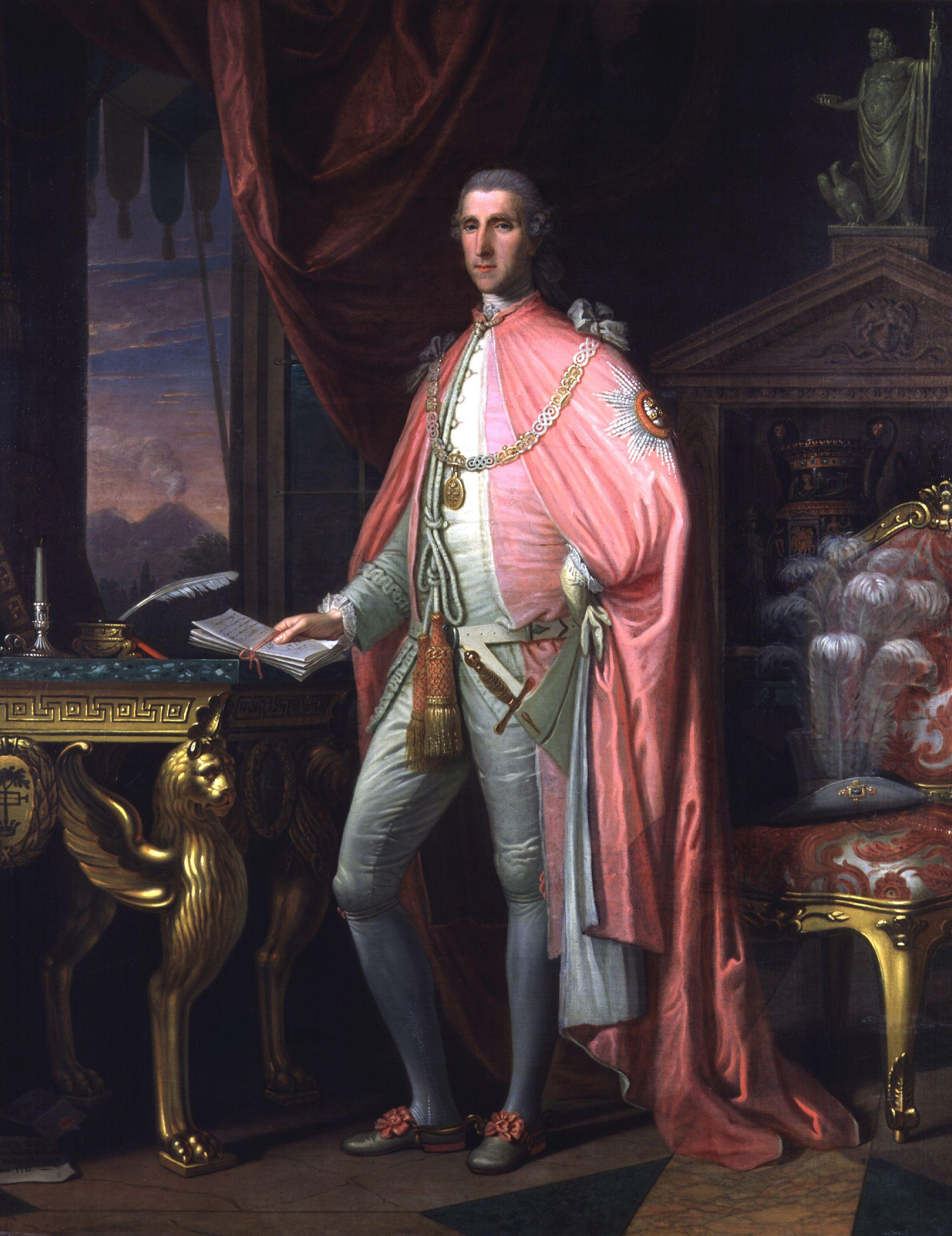
Sir William Hamilton (1730–1803)
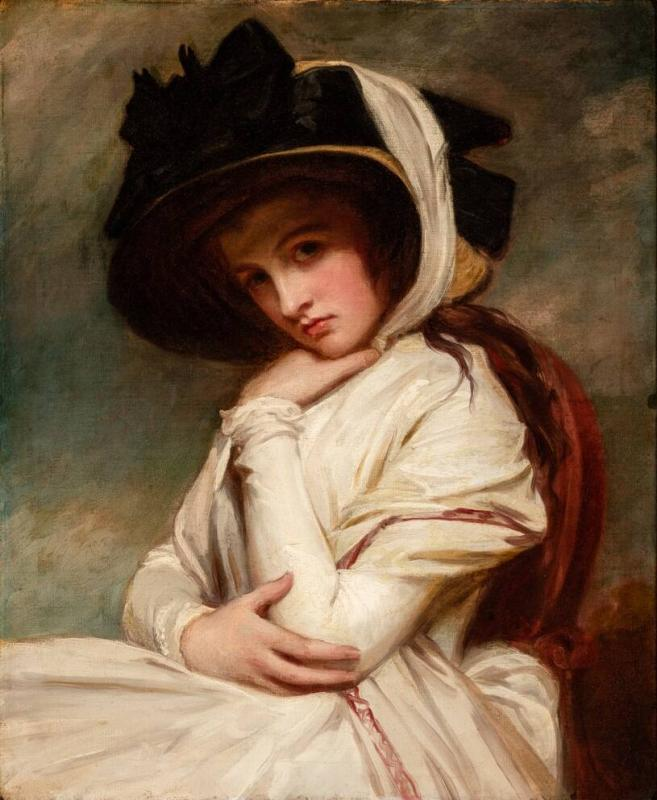
Emma, Lady Hamilton (1765–1815)
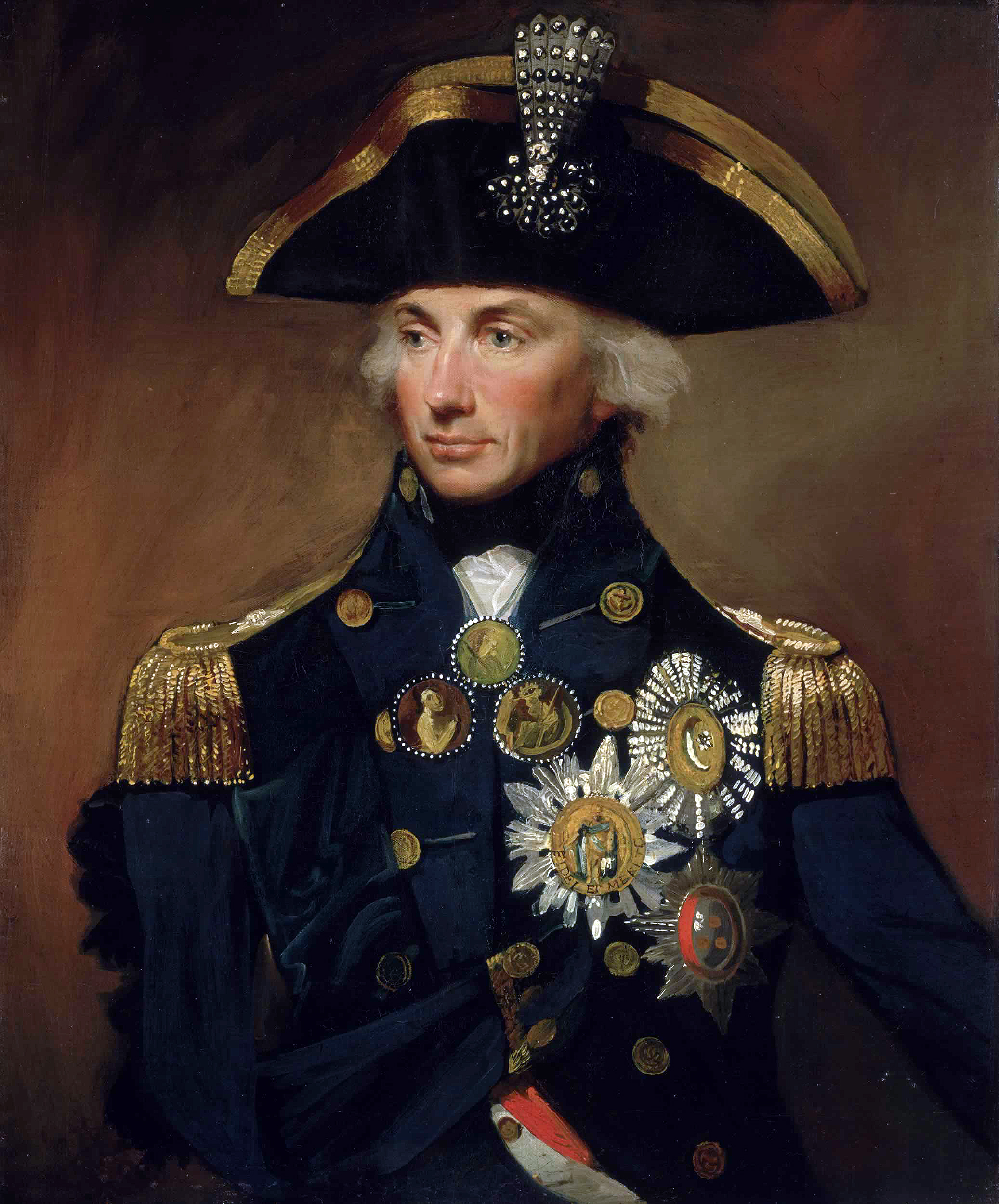
Vice-Admiral Horatio Nelson (1758–1805)
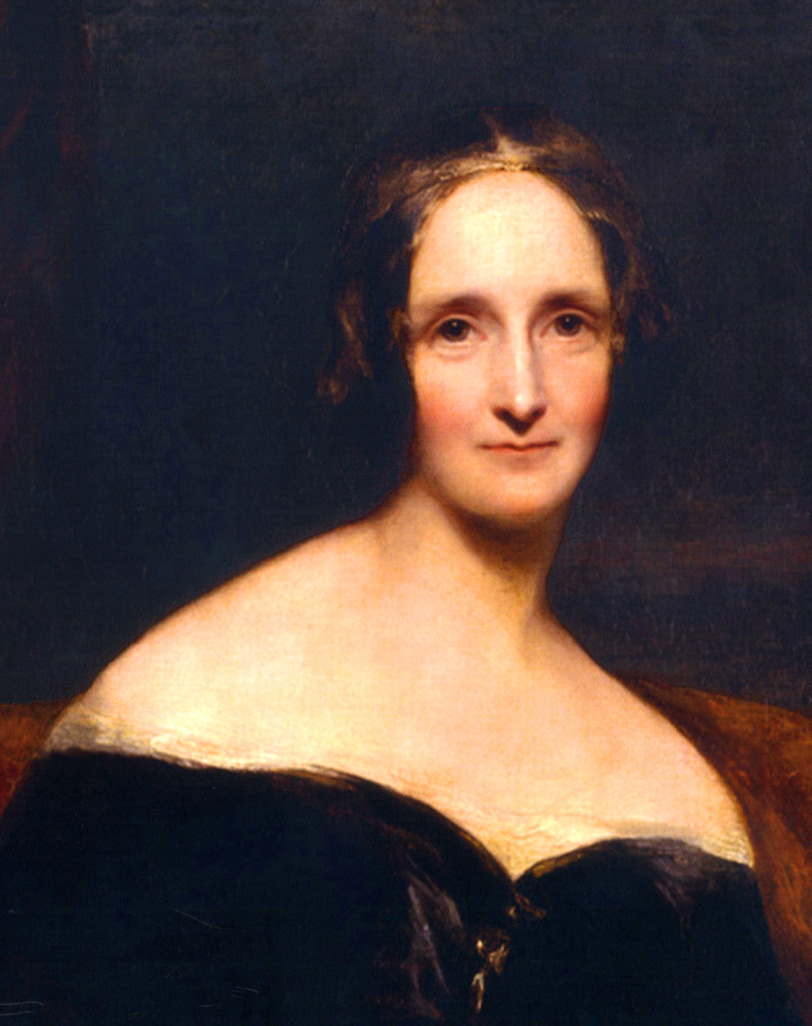
Mary Wollstonecraft Shelley (1797–1851)
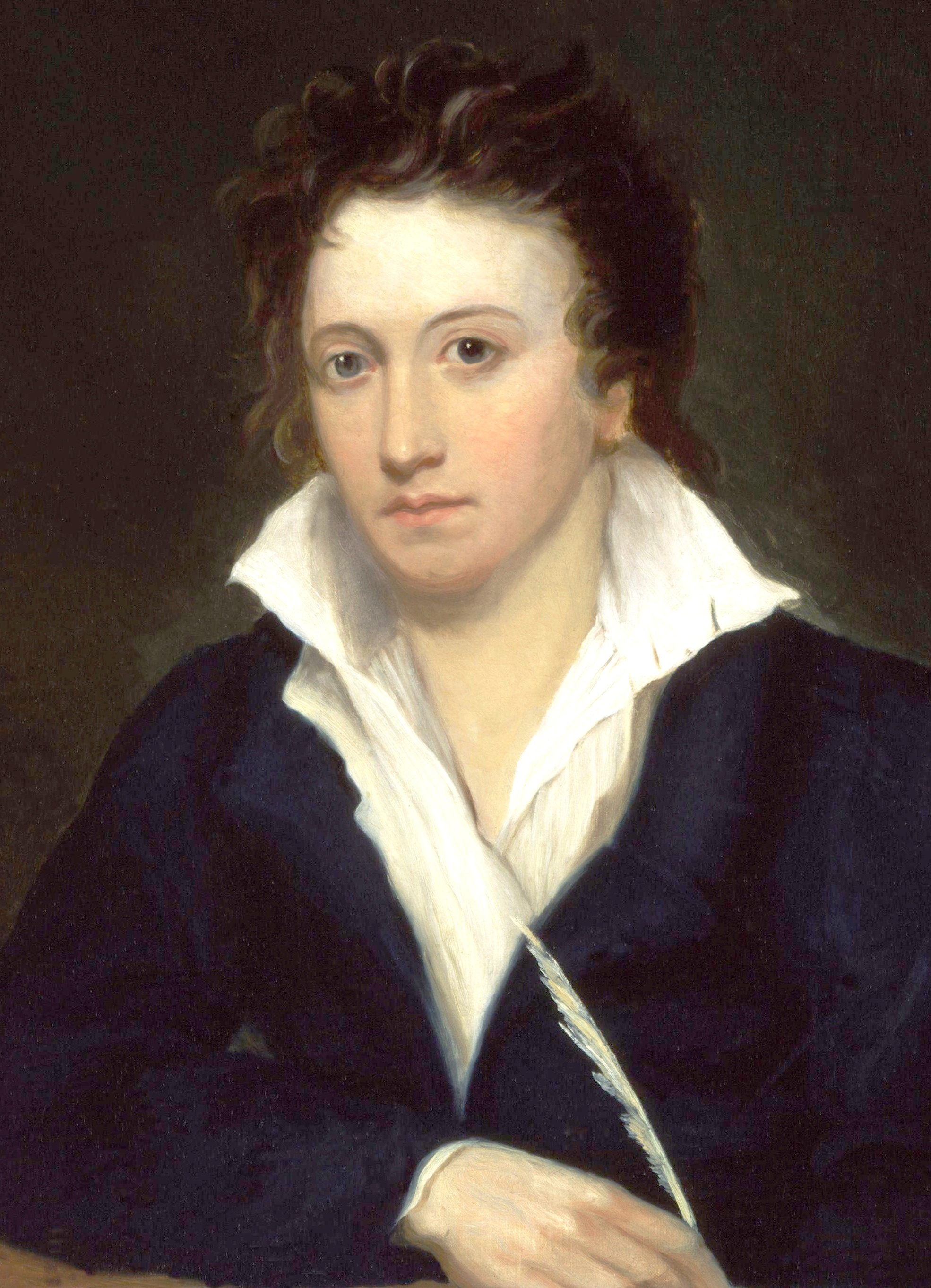
Percy Bysshe Shelley (1792–1822)
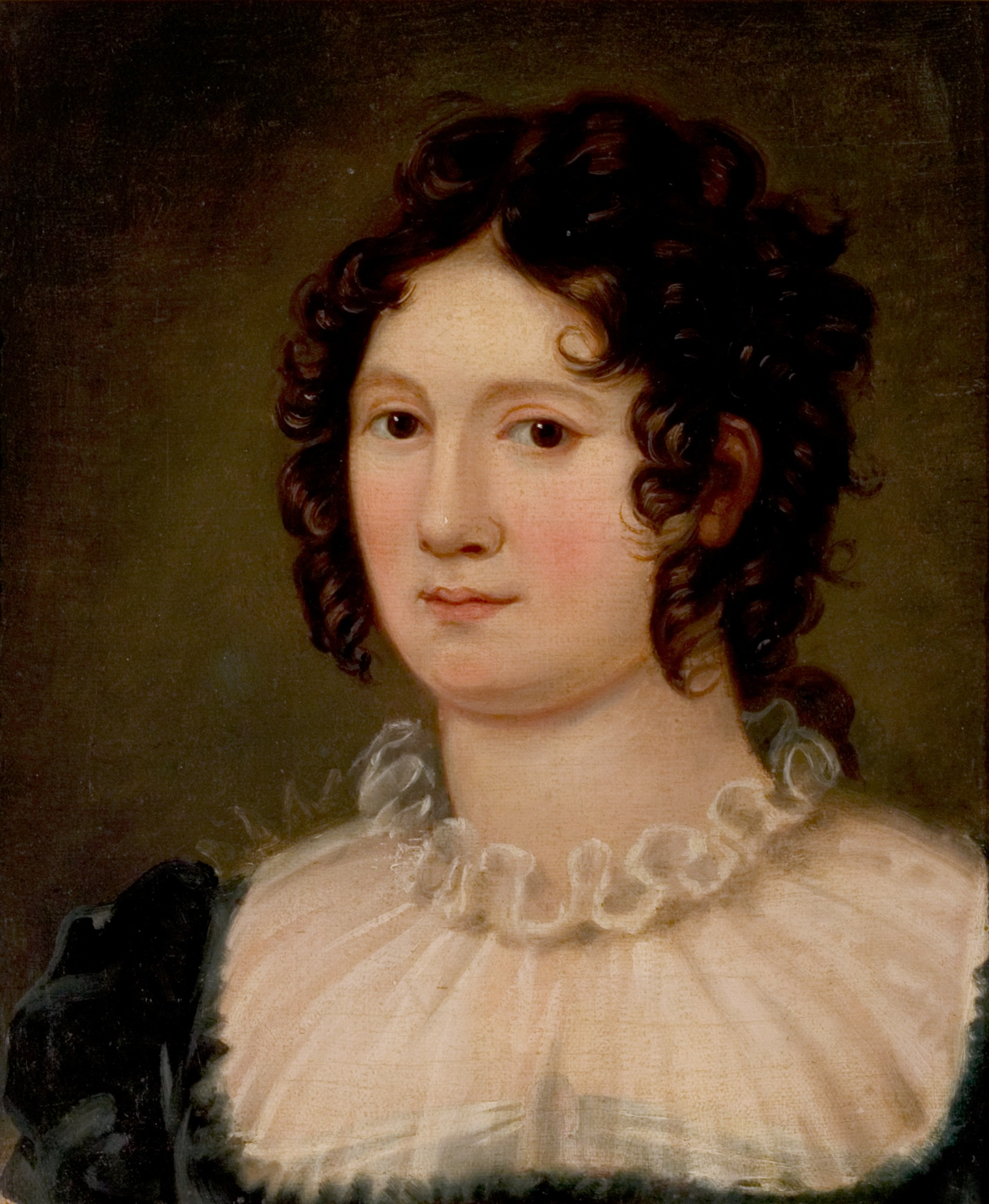
Clara Mary Jane Clairmont (1798–1879)
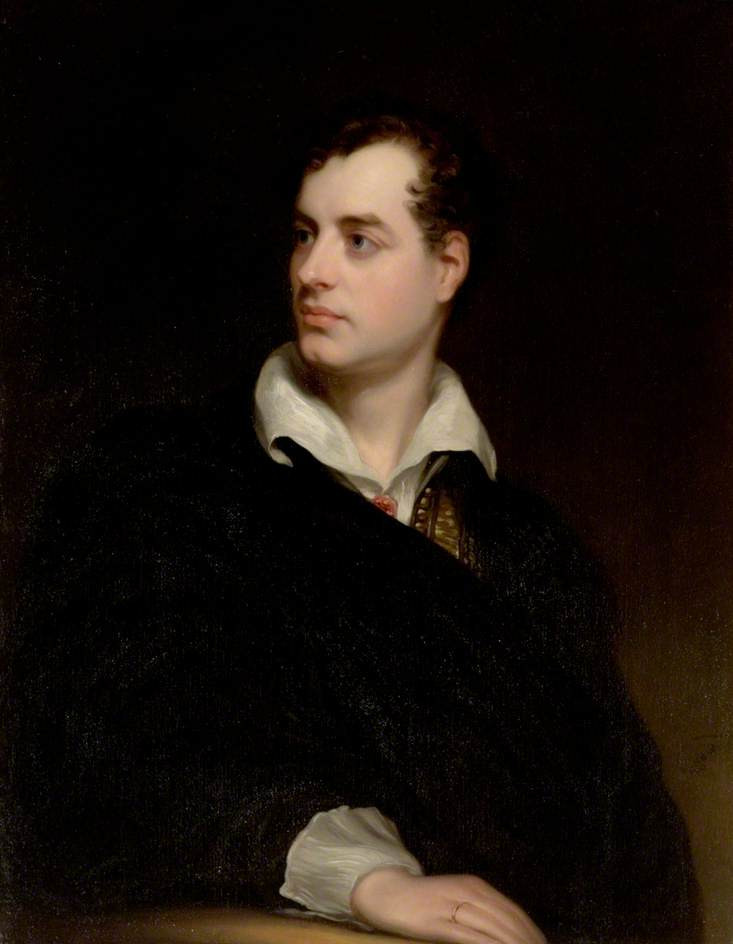
George Gordon Byron (1788–1824)
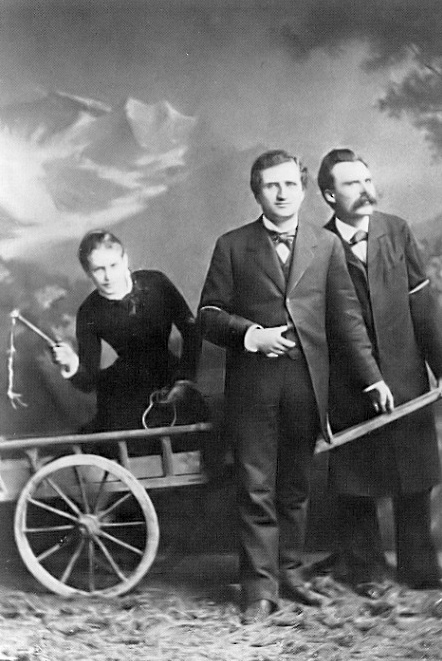
Lou Andreas-Salomé (1861–1937) a Friedrich Wilhelm Nietzsche (1844–1900) a Paul Ludwig Carl Heinrich Rée (1849–1901)
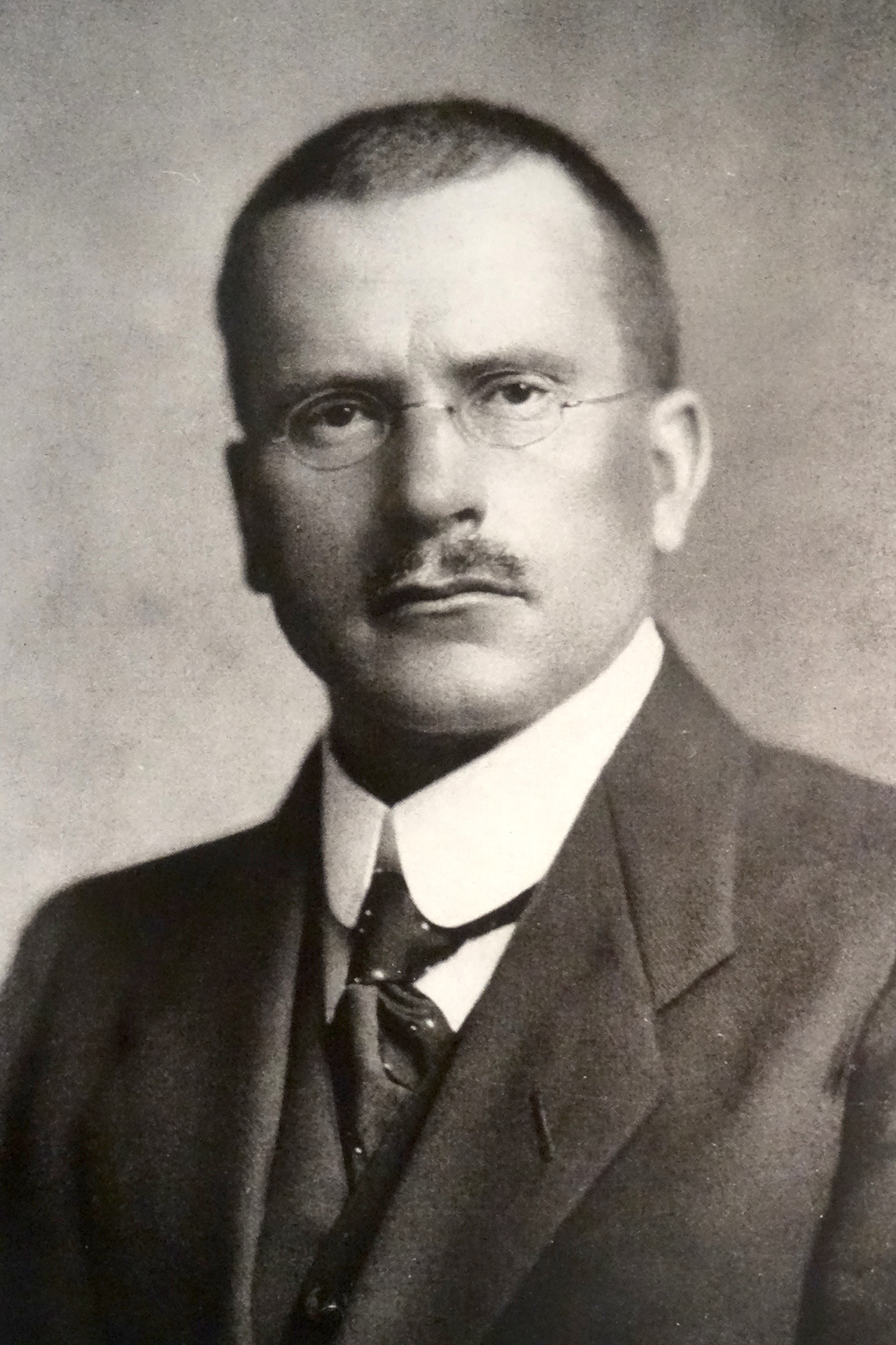
Carl Gustav Jung (1875–1961)
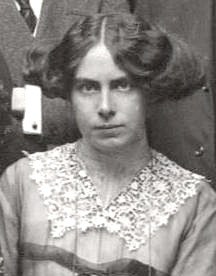
Toni Anna Wolff (1888–1953)
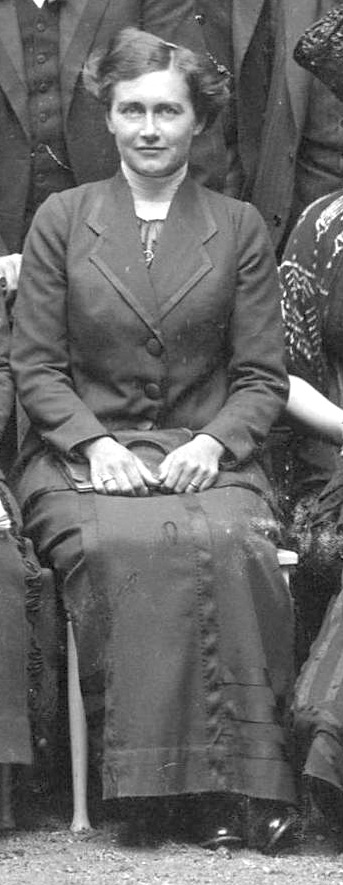
Emma Marie Rauschenbach (1882–1955)
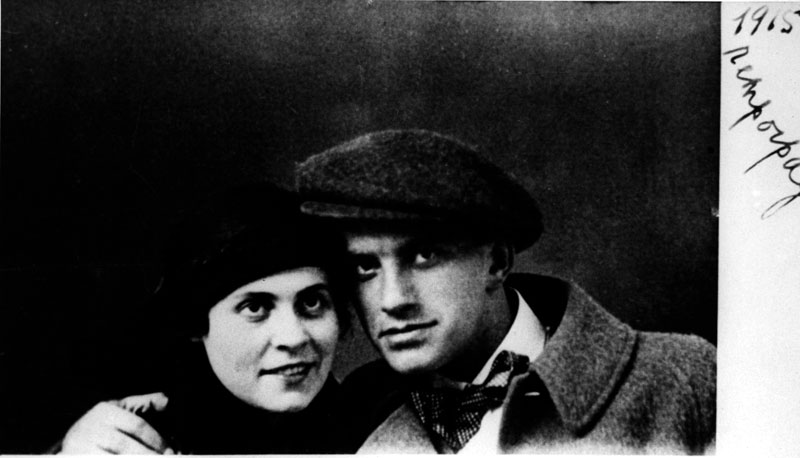
Vladimír Vladimirovič Majakovský (1893–1930) a Lilya Juryevna Brik (1891–1978)
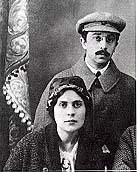
Lilya Yuryevna Brik (1891–1978) a Osip Maksimovič Brik (1888–1945)

## V krásném umění, literatuře, filmu a TV seriálech

### Kresby, lepty, malby, obrazy
- Pieter Colen, lept, název díla Menage a trois? (1991)
- Adrian Deckbar, olejomalba (121,9 x 182,9 cm), název díla Menage a trois (1970)[23]
- Gabriel Ferrier (1847–1914), kresba, název díla Menage a Trois
- Eva Genoveva, olej na bukovém dřevě (29 x 23 cm), podbarvená kaseinová tempera, název díla Menage a Trois (1950)[24]
- Théodore Géricault (1791–1824), olejomalba (22,5 × 29,8 cm), název díla Three Lovers (1817/1820)[25]
- Paul Marc J. Chenavard (1808–1895), kresba uhlem a akvarelem (17,2 x 25,2 cm), název díla MÉNAGE À TROIS[26]
- Paul Marc J. Chenavard (1808–1895), kresba uhlem a akvarelem (18,9 x 24 cm), název díla BLOWING BUBBLES[27]
- Aarron Laidig, akryl na plátně (28 x 35,50 cm), název díla Tripling[28]
- Anni Morris (inspirace Gustavem Klimtem), akryl na plátně (20 x 20 cm), název díla Menage a trois[29]
- Laurent Proneur: akryl na plátně (190 x 122 cm), název díla Menage a trois[30]
- Xerman Rodriguez, olejomalba, název díla Menage a trois[31]
- Ben Talbert, koláž a olejomalba (61 x 48.3 cm), název díla Menage a Trois (1962)[32]
- neznámý autor, kresba do knihy Justina aneb prokletí ctnosti od Markýze de Sade[33][34]

### Sochy
- Plastiky v chrámech v Khadžuráho, znázorňující výjev sexuálního aktu dvou mužů a ženy
- Fragment plastiky sarkofágu s vyobrazením Bacchuse, Ariane a Silène, který je umístěn na zámku Chantilly
- Sousoší L'Age mur (1902), od Camille Claudelové, znázorňující Rodina, Camille a Rodinovu milenku, Rose Beuretovou[35]
- Sousoší Les trois ombres od Auguste Rodina v muzeu Hyacinthe Rigaud Museum[36]
- Sousoší ve Vídni[37]
- Sousoší v Montrealu (GPS 45.557478, -73.562423)
- Sochaři Mark Davey, Alex Hoda a Agustina Woodgate, pořádali ve dnech 11,–18. října 2011, výstavu Ménage à Trois Exhibition[38]

### Film
- I Am a Ménage à Trois with Voyeurs, scénář Ruby Cicero, 2018[48]
- Garde alternée, scénář Alexandra Leclèrová, 2017[49]
- Cas, scénář Bastiaan Tichler, 2016[pozn. 4][50]
- I Am Michael, scénář Justin Kelly, 2015[51]
- Jess & James, scénář Santiago Giralt, 2015[pozn. 4][52]
- Já jsem štěstí tohoto světa (Yo soy la felicidad de este mundo, I Am Happiness on Earth), scénář Julián Hernández, Ulises Pérez Mancilla, 2014[pozn. 4][53]
- Mapy ke hvězdám (Maps to the Stars), scénář David Cronenberg, 2014[54]
- The Third One, scénář Rodrigo Guerrero, 2014[pozn. 4][55]
- Srpen (August), scénař Eldar Rapaport, 2011[pozn. 4][56]
- Imaginární lásky (Heartbeats), scénář Xavier Dolan, 2010[57]
- The Red Room, scénář Rudolf Thome, 2010[58]
- Now & Later, scénář Philippe Diaz, 2009[59]
- Castillos de cartón, předloha: Almudena Grandes (povídka), 2009[60]
- Vicky Cristina Barcelona, scénář Woody Allen, 2008[61]
- King Size, scénář Patrick Maurin, 2007[pozn. 4][62]
- Casanova, scénář Kimberly Simi, Jeffrey Hatcher a Lasse Hallström, 2005[63]
- Cold Showers, scénář Antony Cordier, 2005[64]
- Čas, který zbývá (Time to Leave), scénář François Ozon, 2005[65]
- Deed Poll, scénář Ingo J. Biermann, 2004[66]
- Miluji jen tebe (You I Love), scénář Olga Stolpovskaya, Dmitry Troitsky, Alisa Tanskaya, 2004[pozn. 4][67]
- Snílci, (The Dreamers), scénář Bernardo Bertolucci, 2003[51]
- Tiresia, scénář Bertrand Bonello, 2003[pozn. 4][68]
- Sous mes yeux, scénář Virginie Wagon, 2002[69]
- Mexiská jízda (Y tu mamá también), scénář Alfonso Cuarón, 2001[51]
- Pretend I'm Not Here, scénář Olivier Jahan, 2001[70]
- Zamilovaní andělé (The Discovery of Heaven), scénář Jeroen Krabbé, 2001[71]
- Gripsholm, scénář Xavier Koller, 2000[72]
- No Coffee, No TV, No Sex, scénář Romed Wyder, 1999[pozn. 4][73]
- V kůži Johna Malkoviche (Being John Malkovich), scénář Spike Jonze, 1999[51]
- Smutná neděle - Píseň o lásce a smrti (Gloomy Sunday), scénář Rolf Schübel, Ruth Toma, 1999[74]
- Splendor, scénář Gregg Araki, 1999[75]
- Different Strokes, scénář Michael Paul Girard, 1998[76]
- Nebezpečné hry (Wild Things), scénář John McNaughton, 1998[77]
- Tangos Are for Two, scénář Jaime Chávarri, 1998[78]
- Dry Cleaning (Nettoyage à sec), scénář Anne Fontaine, Gilles Taurand, 1997[pozn. 4][79]
- Hledám Amy (Chasing Amy), scénář Kevin Smith, 1997[80]
- French Twist, scénář Josiane Balasko, 1995[81]
- Manželství po francouzsku (Gazon maudit), scénář Josiane Balasko, Telsche Boorman, 1995[51]
- Vesnická aféra (A Village Affair), scénář Moira Armstrong, 1995[pozn. 4][82]
- Dallas Doll, scénář Ann Turner, 1994[83]
- Švédská trojka (Threesome), scénař Andrew Fleming, 1994[pozn. 4][84]
- Lake Consequence, scénář Rafael Eisenman, 1993[85]
- Srdcová trojka (Three of Hearts), scénář Mitch Glazer a Adam Greenman, 1993[86]
- Reunion in Travers, scénář Michael Gwisdek, 1989[87]
- Nekromantik, scénář Jörg Buttgereit, 1987[88]
- Večerní úbor (Ménage), scénář Bertrand Blier, 1986[89]
- Zet a dvě nuly (A Zed and Two Noughts), scénář Peter Greenaway, 1985[51]
- Revanche, scénář Nikos Vergitsis, 1983[90]
- The Girls Of The Copacabana, scénář Jesús Franco, 1981[91]
- Emanuelle and the White Slave Trade, scénář Joe D'Amato, Romano Scandariato, 1978[92]
- Emanuelle Around the World, scénář Joe D'Amato, 1977[93]
- Buzíci (Les Valseuses, Going Places), scénář Bertrand Blier, 1974[51]
- The Harrad Experiment, scénář Robert H. Rimmer, Ted Cassidy, Michael Werner a Ted Post, 1973[94]
- Kapsy plné dynamitu (Giù la testa), scénář Sergio Leone, Sergio Donati, Luciano Vincenzoni, 1971[95]
- Cherry, Harry & Raquel!, scénář Russ Meyer, 1970[96]
- Entertaining Mr Sloane, scénář Douglas Hickox, 1970[51]
- Sběratelka (La collectionneuse), scénář Éric Rohmer, 1967[97]
- Mužský rod, ženský rod (Masculin, féminin), scénář Jean-Luc Godard, 1966[98]
- Manji (All Mixed Up), scénář Yasuzo Masumura, 1964[51]
- Jules a Jim (Jules et Jim), scénář François Truffau, 1962[51]

### Seriály
- V televizním seriálu TV Prima, Modrý kód, v epizodě č. 204 „Nůž do zad", dojde k situaci, kdy MUDr. Veronika Jánská (Vanda Chaloupková) představí MUDr. Matyáši Bojanovi (David Gránský) svého přítele Pavla (Jakub Gottwald). Veronika se snaží Matyáši Bojanovi vysvětlit, že jsou (ona a Pavel) ve svém vztahu naprosto otevření a respektují svobodu toho druhého, i když má potřebu mít ještě dalšího partnera.[99] V epizodě č. 205. „Urvat kus života" Matyáš Bojan se v rozhovorech s Veronikou Jánskou k tomuto tématu neusátle vrací, zvažuje rozchod, ale nedokáže od ní odejít. Epizoda končí setkáním všech tří.[100] V epizodě č. 206 „Tohle není konec" chce po Pavel po Matyáši Bojanovi, aby jej vyzvedl na letišti. Ten to odmítá, protože se nedokáže vyrovnat s představou, že veze Pavla Veronice přímo do postele.[101] V epizodě č. 207 „Sladké zapomnění" došlo k fyzické konfronatci mezi Matyášem a Pavem. Důvodem je Veronika „střídání se" v její posteli.[102]
- Ty, já a ona (You Me Her), scénář: John Scott Shepherd, Michael Reisz, Režie: Nisha Ganatra, Sara St. Onge, Jem Garrard, Gail Harvey,2016–2019[103]
- Trigonometrie, (Trigonometry), scénář: Duncan Macmillan, Effie Woods, režie: Athina Rachel Tsangari, Stella Corradi, 2020[104]